# Friedrich Tiedemann
Friedrich Tiedemann (Kassel, 23 de agosto de 1781 — Munique, 22 de janeiro de 1861) foi um anatomista e fisiologista alemão.
Filho mais velho de Dietrich Tiedemann (1748-1803), um filósofo e psicólogo de renome. Em 1804 formou-se em medicina na Universidade de Marburg mas logo abandonou a prática. Dedicou-se ao estudo das ciências naturais e, ao mudar-se para Paris, tornou-se um seguidor fervoroso de Georges Cuvier. Em seu retorno à Alemanha manteve as reivindicações do paciente e da investigação anatômica moderada contra as especulações predominantes da escola de Lorenz Oken.
Tiedemann foi um dos primeiros a contestar cientificamente o racismo. Em seu artigo de 1836 "Sobre o cérebro do negro, comparado com o do europeu e do orangotango", ele comparou o peso do cérebro e a capacidade craniana de espécimes humanos europeus e negros com os dos macacos e concluiu que, ao contrário do consenso entre seus colegas naturalistas, os dois grupos raciais não exibiam "absolutamente nenhuma diferença" no tamanho ou estrutura do cérebro. Ele contestou ainda a noção de que "há qualquer diferença inata nas faculdades intelectuais dessas duas variedades da raça humana" e atribuiu a inferioridade percebida dos negros aos efeitos deletérios da escravidão e do colonialismo.
Merecem destaque seus estudos notáveis da evolução do cérebro humano, como correlacionados com os estudos de seu pai sobre o desenvolvimento da inteligência. Friedrich passou a maior parte de sua vida como professor de anatomia e fisiologia em Heidelberg, uma posição para a qual foi nomeado em 1816, depois de ter ocupado o cargo de anatomista e fisiologista durante dez anos em Landshut.

## Legado
Em 2007, o geneticista brasileiro Sergio Pena chamou Tiedemann de um “antirracista à frente de seu tempo. 